# Potrace
Potrace ist ein Open-Source-Vektorisierer (engl. tracer), welcher Raster- in Vektorgrafiken konvertiert. Potrace wird von Peter Selinger entwickelt und ist Dual-lizenziert: unter der GPL und als Potrace Professional in einer proprietären Lizenz von Selingers Unternehmen Icosasoft Software.

## Frontends
Es gibt verschiedene grafische Frontends für das Kommandozeilenprogramm Potrace, so ist es zum Beispiel in dem freien Vektorgrafikeditor Inkscape unter dem Menüpunkt Pfad – Bitmap vektorisieren integriert. Auch der freie Schrifteditor FontForge kann Potrace zum Importieren von Bitmapgrafiken benutzen.

## Ausgabe von Bildern
Potrace beherrscht viele Ausgabeformate, unter anderem PostScript, PDF und SVG.
Die Ausgabe von Potrace ist schwarzweiß, farbige Bilder werden beim Einlesen zu Schwarz-Weiß-Bildern konvertiert, bevor sie vektorisiert werden. Trotzdem ermöglicht Inkscape das Vektorisieren von farbigen oder Graustufenbildern, indem jeder Farbkanal als einzelnes Schwarz-Weiß-Bild separat von Potrace vektorisiert wird.

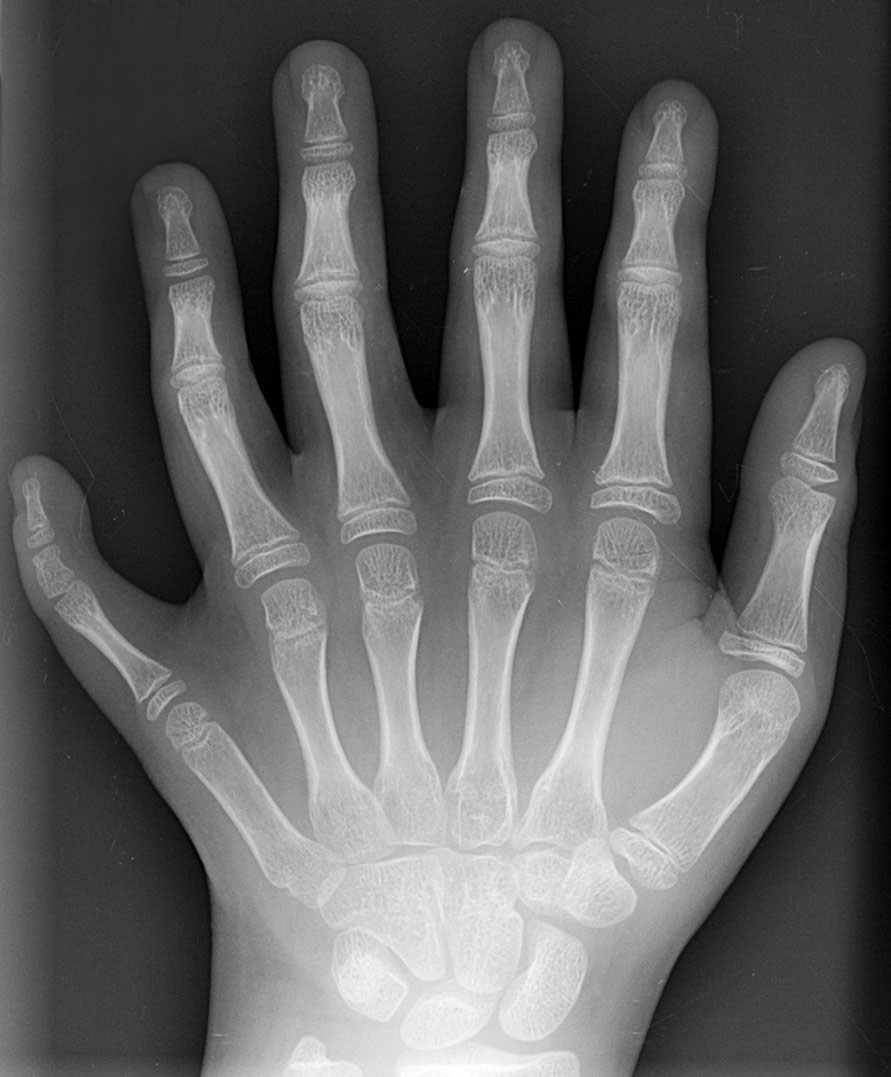
Ursprungsbild: JPEG-Graustufenbild (891×1,077 pixel, 119 KB)
Vektorisiert 2006 mit Potrace in Inkscape zu einem achtfarbigen SVG-Bild (50 KB)
Vektorisiert 2012 mit neuerem Potrace in Inkscape zu einem achtfarbigen SVG-Bild (336 KB)
Vektorisiert 2012 mit neuerem Potrace in Inkscape zu einem zwölffarbigen SVG-Bild (608 KB)
Vektorisiert 2012 mit neuerem Potrace in Inkscape zu einem 16-farbigen SVG-Bild (743 KB)